# Постхладноратовско доба
Постхладноратовско доба је период историје који прати крај Хладног рата, који представља историју након распада Совјетског Савеза у децембру 1991. У овом периоду многе бивше совјетске републике су постале суверене нације. У овом периоду је извршено увођење тржишне економије у источној Европи. Овај период је такође означио да су САД постале једина светска суперсила.
У односу на Хладни рат, период карактерише стабилизација и разоружање. И Сједињене Америчке Државе и Русија значајно су смањиле своје нуклеарно наоружање. Бивши Источни блок постао је демократски и интегрисан у светску економију. Већина бивших совјетских сателита и три бивше балтичке републике биле су интегрисане у Европску унију и НАТО. У прве две деценије тог периода, НАТО је прошао три серије проширења и Француска се реинтегрисала у НАТО команду.
Русија је формирала ОДКБ као замену за Варшавски пакт, успоставила стратешко партнерство са Кином и неколико других земаља и ушла у невојне организације ШОС и БРИКС . Обе последње организације укључивале су Кину, која је сила у брзом успону. Реагујући на успон Кине, Обамина администрација је направиал нови распоред стратешких снага у азијско-пацифичком региону.
Главне кризе тог периода укључивале су Заливски рат, Ратове у Југославији, Први и Други рат у Конгу, Први и Други чеченски рат, нападе 11. септембра, Рат у Авганистану (2001–2021), рат у Ираку, руско-грузијски рат и руско-украјински рат који је у току. Два друга текућа рата, грађански рат у Сирији и рат између Израела и Хамаса 2023. године, нашироко се описују као низ преклапајућих проки ратова између регионалних и светских сила, првенствено између САД и Русије.

## Историјска позадина
Суочени са претњом растућег немачког и италијанског фашизма, јапанског шова етатизма и светског рата, западни савезници и Совјетски Савез су формирали савез из нужде током Другог светског рата. Након што су силе Осовине поражене, две најмоћније државе на свету постале су Совјетски Савез и Сједињене Државе. Обе федерације су називане светским суперсилама. Основне геополитичке и идеолошке разлике између недавних савезника довеле су до међусобних сумњи и убрзо након тога довеле су до сукоба између њих двојице, познатог као Хладни рат, који је трајао отприлике од 1947. до 1991. године. Почело је са другом црвеном страшћу и завршило се падом Совјетског Савеза, али неки историчари крај Хладног рата датирају револуцијама 1989. или га датирају потписивањем првог светског споразума о нуклеарном разоружању, до којег је дошло. 1987. године.
Кампања Роналда Регана за председника САД 1980. имала је у фокусу обнову земље. Током наредних неколико година, привреда се опорављала, спроводила се нова спољна политика, а тржиште је цветало независношћу. Насупрот томе, економија Совјетског Савеза је опадала, његова војна моћ је опадала, а совјетски лидери су прецењивали количину утицаја који су имали у свету. Новооткривени статус суперсиле Сједињених Држава омогућио је америчким властима да се боље ангажују у преговорима са Совјетом, укључујући услове који би фаворизовали САД смањење напетости између САД и СССР-а било је неопходно како би се фокусирало на решавање економских питања у СССР-у. Теоретизирао је да би обнова СССР-а осигурала већу економску конкуренцију са САД.
У зору постхладноратовске ере, историчар Хладног рата Џон Луис Гедис написао је да карактеристике нове ере још нису извесне, али је био сигуран да ће се њене карактеристике веома разликовати од карактеристика Хладног рата ере, што је значило да се догодила прекретница од светско-историјског значаја.

## Догађаји после Хладног рата
Током Хладног рата, велики део политике и инфраструктуре западног света и источног блока вртео се око капиталистичке српам комунистичке идеологије, као и могућности отпочињања нуклеарног рата. Крај Хладног рата и пад Совјетског Савеза изазвали су дубоке промене у скоро сваком друштву на свету. То је омогућило да се поново посвети пажња стварима и темама које су игнорисане током Хладног рата и утрло је пут већој међународној сарадњи, међународним организацијама и националистичким покретима. Европска унија се проширила и даље интегрисала, а моћ је прешла са Г7 на веће економије Г20.
Исход је симболизовао победу демократије и капитализма. Пошто је демократија виђена као важна вредност, све више земаља је почело да усваја ту вредност. Комунизам је окончан и у Монголији, Конгу, Албанији, Југославији, Авганистану и Анголи . Од 2023. године, само пет земаља у свету и даље су под владавином комунистичких држава: Кина, Куба, Северна Кореја, Лаос и Вијетнам.

### Промене спољне политике САД
Сједињене Државе су постале једина глобална суперсила и искористиле су ту идеолошку победу да учврсте своју лидерску позицију у новом светском поретку. Овај нови светски поредак се у теорији међународних односа назива „либерална хегемонија“. Користећи дивиденду за мир, оружане снаге САД је успела да смањи велики део својих расхода, али је ниво поново порастао на упоредиве висине након напада 11. септембра и почетка Рата против тероризма 2001. Пратећи ширење НАТО-а, системи одбране од балистичких ракета (БМД) инсталирани су у источној Европи  САД су такође постале најдоминантније над глобалном економијом. Међутим, из релативно слабе земље у развоју, Кина се појавила као нова суперсила у настајању. То је створило нови потенцијал за сукобе широм света. Као одговор на успон Кине, Сједињене Америчке Државе су стратешки „ребалансирале“ азијско-пацифички регион, иако су у исто време почеле да се повлаче од својих међународних обавеза.

### Владине, економске и војне институције
Крај Хладног рата се такође поклопио са крајем апартхејда у Јужној Африци. Смањивање хладноратовских тензија у каснијим годинама 1980-их значило је да Запад више није подржавао режим апартхејда због његовог антикомунизма, али је сада осуђен ембаргом. Године 1990. Нелсон Мандела је ослобођен из затвора и режим је започео кораке да оконча апартхејд. Ово је кулминирало првим демократским изборима 1994. године, који су резултирали избором Мандела за председника Јужне Африке.
Социјалистичке и комунистичке партије широм света забележиле су пад рејтинга и чланства у након пада Берлинског зида, а јавност је сматрала да је победила идеологија слободног тржишта. Либертаријанске, неолибералне, националистичке и исламистичке странке, са друге стране, имале су користи од пада Совјетског Савеза. Социјалдемократе у Скандинавији приватизовале су многе институције 1990-их и поново је отворена политичка дебата о модерној економији. Скандинавске нације се сада често виде као социјалдемократе (види нордијски модел).
Народна Република Кина, која је почела да се креће ка капитализму касних 1970-их и суочила се са гневом јавности након протеста на Тргу Тјенанмен 1989. у Пекингу, још брже је реформисала економију ка слободном тржишту 1990-их . McDonald's и Pizza Hut су ушли на тржиште Кине у у другој половини 1990. године као први амерички ланци у Кини, осим KFC-а, који је ушао 1987. године. Берзе су основане и у Шенжену и Шангају крајем 1990. године. Ограничења поседовања аутомобила су олабављена почетком 1990-их, што је довело до опадања употребе бицикла као средства транспорта до 2000. године. Прелазак на капитализам повећао је економски просперитет Кине, али многи људи и даље живе у лошим условима и раде за компаније за веома ниске плате и у опасним и лошим условима.
Као резултат очигледне победе демократије и капиталистичког система у Хладном рату, много више земаља је прилагодило ове системе, што им је такође омогућило приступ предностима глобалне трговине, пошто је економска моћ постала истакнутија од војне моћи у међународној арени. Међутим, како су Сједињене Америчке Државе задржале глобалну моћ, њихова улога у многим променама режима током Хладног рата остала је углавном званично непризната, чак и када су неке, попут Ел Салвадора и Аргентине, довеле до великих кршења људских права.

### Технологија
Крај Хладног рата је омогућио да се скине ознака тајности са развојних пројеката многих технологија које су биле недоступне јавности. Најважнији од њих је Интернет, који је Пентагон створио као ARPANET као систем за одржавање контакта након предстојећег нуклеарног рата. Последња ограничења за комерцијална предузећа онлајн укинута су 1995. Комерцијализација интернета и раст система мобилне телефоније повећали су глобализацију (као и национализам и популизам као реакција).
Број корисника интернета је изузетно порасао. Само око 20 милиона људи (мање од 0,5 одсто светске популације у то време) било је онлајн 1995. године, углавном у Сједињеним Америчким Државама и неколико других западних земаља. До средине 2010-их, више од трећине светске популације је било онлајн.
Упркос напретку у погледу ефикасности, антибалистичке ракете се често посматрају као додатни део савремене дипломатије где су концепти као што су узајамно осигурано уништење и споразуми попут оног између Роналда Регана и Михаила Горбачова након њиховог самита у Рејкјавику.
Хладни рат је са собом донео повећано истраживање радио технологије као и нуклеарног оружја. Успех Спутњика 1 довео је до повећања средстава за радио-телескопе као што је опсерваторија Јодрелл Банк за коришћење у праћењу Спутњика и могућих нуклеарних лансирања од стране Совјетског Савеза.